# Норденхог, Джозеф
Джозеф Норденхог (норв. Josef Nordenhaug, 2 августа 1903, Осло — 18 сентября 1969, Вашингтон (округ Колумбия)) — религиозный и общественный деятель, богослов, учёный, генеральный секретарь Всемирного союза баптистов.

## Биография
Джозеф Норденхог родился в Христиании (совр. Осло), Норвегия, в семье Йоханеса Норденхога и Элис Марии Бай.
В 1921 году, окончив школу с отличием, Норденхог поступил в университет Осло, в котором получил магистерскую степень по астрономии в 1927 году. В 1928 году Норденхог едет в США для продолжения учёбы, но уже в религиозной сфере. В 1930 году он получает степень магистра богословия Южной Баптистской богословской семинарии, Луисвилл, Кентукки, в 1932 году там же защитил докторскую степень по философии.
По окончании обучения Норденхог служит вспомогательным пастором в Первой баптистской церкви в Осло. В 1933 году он возвращается в США, где несёт пасторское служение сначала в Кентукки, а затем в Вирджинии, вплоть до 1948 года. Во время пребывания в США в 1933 году Норденхог встретил Хелен Бэкон Рамп, ставшей его женой.
С 1948 года в карьере Норденхога начинается новая фаза — его труд переходит на международный уровень. Он становится главным редактором издания Иностранного миссионерского комитета Южной Баптистской Конвенции «Поручение» (англ. The Commission). В 1950 году Норденхога приглашают на должность ректора Международной баптистской богословской семинарии в Рюшликоне, Швейцария.
В 1960 году на съезде Всемирного Союза Баптистов в Рио-де-Жанейро, Бразилия, Норденхог был избран Генеральным Секретарём этой организации. В 1965 году его полномочия были продлены на съезде ВСБ в Майами, США, одновременно с избранием Президентом ВСБ Уильяма Толберта.
Джозеф Норденхог умер 18 сентября 1969 года на последнем году своих полномочий от сердечного приступа по пути в больницу. В память о нём и его вкладе в развитие богословского образования в Международной баптистской богословской семинарии учреждена неделя богословско-философских лекций, проходящая с периодичностью в два года, в чтении которых принимают участие выдающиеся богословы и религиозные философы нашего времени.

## Труды
- «Mysterion» in Paul’s Epistles, Louisville (Kentucky), 1932
- The truth that makes men free: Official report of the eleventh congress: Miami Beach, Florida, June 25-30, 1965, Broadman Press, 1966
- A Compendium of Christian Sociology, Rüschlikon 1954 (2-е издание Church and Society, 1960)